# Maurice y Maralyn Bailey
Maurice y Maralyn Bailey fueron un matrimonio británico que, en 1973, sobrevivió 117 días en un bote hinchable de goma en el océano Pacífico antes de ser rescatados.

## Primeros años
Maralyn Bailey nació Maralyn Harrison el 24 de abril de 1941 en Nottingham, Inglaterra hija única de un ingeniero; trabajó como maestra y después en la agencia tributaria. En 1962 conoció a un oficial de imprenta, Maurice Bailey y se casaron en 1963. En 1968 decidieron emigrar a Nueva Zelanda y con la venta de su casa compraron un yate, estudiando numerosos manuales náuticos y de supervivencia en el mar para aprender a manejarlo.

## 117 días a la deriva
Su historia de supervivencia es conocida como 117 Days Adrift a pesar de que la duración de hecho fue de tres días más porque los reportajes iniciales eran incorrectos, pero se decidió mantener este nombre por coherencia.
El viaje de los Bailey empezó cuando dejaron Southampton, Inglaterra, en su yate Auralyn de 31 pies (9,4 m) con destino a Nueva Zelanda. Pasaron sin incidentes a través del Canal de Panamá en febrero y luego se dirigieron hacia las Islas Galápagos. Al amanecer del 4 de marzo de 1973, su yate colisionó con una ballena resultando gravemente dañado. Después de transferir algunos suministros a un bote salvavidas hinchable que ataron al bote salvavidas de madera de la embarcación: algunas latas de comida, un mapa, una brújula, cuchillos, tazas de plástico, sus pasaportes y otros pocos suministros, los Bailey vieron como el Auralyn desaparecía bajo las aguas. Para sobrevivir, recogieron agua de lluvia y cuando se agotaron sus escasos víveres, empezaron a capturar y comer criaturas marinas como tortugas, aves y peces cogidos a mano o con imperdibles modificados para servir de anzuelos. A la deriva en el Pacífico, la pareja llegó a avistar siete barcos diferentes en la distancia, pero fueron incapaces de atraer su atención porque sus bengalas fallaron y su caja de emergencias no contenía un espejo señalizador. Su bote salvavidas empezó a desincharse y requería frecuentes reinflados. Leían y jugaban a las cartas al inicio de su experiencia, pero más tarde los Bailey sufrieron terriblemente por la desnutrición y las llagas debidas a la fricción de la sal del agua marina, lo que empeoró debido a las condiciones húmedas de la balsa. Encontraron tiburones y delfines y tuvieron que soportar dos tormentas severas en las que perdieron la brújula y varios contenedores de agua.
Después de viajar unas 1.500 millas (2.400 km), los Bailey fueron rescatados por la tripulación del barco de pesca surcoreano Weolmi 306 el 30 de junio de 1973. Los marineros del barco vieron la balsa después de inicialmente sobrepasarla. La pareja fue subida a bordo apenas consciente y en un estado demacrado, habiendo perdido unos 18 kg y con sus piernas apenas capaces de soportar su peso. Probablemente no habrían vivido mucho más. El Weolmi 306 les llevó a Honolulu, Hawái.

## Consecuencias
Los Bailey regresaron a Inglaterra y escribieron un relato de su terrible experiencia titulado 117 Days Adrift (lanzado con el título Staying Alive! en Estados Unidos), publicado en 1974 por Adlard Coles Nautical. Al año siguiente, regresaron al mar en su nuevo yate, Auralyn II para ir a estudiar ballenas a la Patagonia. Realizaron algunos viajes más y vivieron de las regalías de su libro y escribir artículos sobre su experiencia para revistas. En los años 1980, Maralyn, experta horticultora, tuvo un centro de jardinería en Lymington, Hampshire donde se mudaron. Los Bailey también se aficionaron al alpinismo y lo practicaron por Europa.
Maralyn Bailey murió en 2002 a los 61 años, su viudo Maurice Bailey murió en diciembre de 2018.